# Ahmadabad-e Mostoufi
Ahmadabad-e Mostoufi (perski: احمدابادمستوفي) – duża miejscowość w północnym Iranie, w ostanie Teheran. W 2006 roku miejscowość liczyła 11 259 mieszkańców w 2 781 rodzinach.